# Usutuaije Maamberua
Usutuaije Maamberua (* 5. August 1957 in Tsumeb, Südwestafrika) ist ein namibischer Politiker. 
Er war von 2007 bis 2017 Vorsitzender der oppositionellen SWANU of Namibia (ehemals South-West African National Union) und seit von 2010 bis 2017 Vertreter seiner Partei in der namibischen Nationalversammlung.
Als Kandidat erzielte Maamberua bei den Präsidentschaftswahlen 2014 0,56 Prozent der Stimmen.
Maamberua wurde 1977 Mitglied der SWANU und hielt sich von 1979 bis 1991 im Exil auf. Zunächst war SWANU-Vertreter in Westdeutschland von 1981 bis 1982, ehe er das gleiche Amt von 1986 bis 1988 in Botswana übernahm. Von 1996 bis 2003 war er Staatssekretär im namibischen Finanzministerium.
Maamberua hält einen MBA der schottischen Heriot-Watt University, einen Master of Science in Buchführung und Managementwissenschaften der University of Southampton in England und einen LLM in Wirtschaftsrecht der Universität von Namibia.